# C-46 (曲)
「C-46」（シー・よんじゅうろく）は、CHAGE and ASKAの楽曲。自身の43作目のシングルとして、キティMMEから2001年9月19日に発売された。

## 解説
前作「パラシュートの部屋で」から約1ヵ月でリリースされ、2001年3枚目のシングルとなった。

## 収録曲
| #         | タイトル          | 作詞      | 作曲      | 編曲                                                  | 時間  |
| --------- | ----------------- | --------- | --------- | ----------------------------------------------------- | ----- |
| 1.        | 「C-46」          | ASKA      | ASKA      | ASKA、鈴川真樹、Richard Cottle、Paul Staveley O'Duffy | 4:48  |
| 2.        | 「Born the trap」 | CHAGE     | CHAGE     | 鈴川真樹                                              | 5:04  |
| 3.        | 「C-46 remix」    | -         | ASKA      | 澤近泰輔、小笠原学                                    | 5:41  |
| 合計時間: | 合計時間:         | 合計時間: | 合計時間: | 合計時間:                                             | 15:33 |

## 楽曲解説
1. C-46
日本テレビ系情報ドキュメンタリー番組『スーパーテレビ情報最前線』エンディングテーマ。
歌詞は「愛し合い、そして別れたふたりが一緒に過ごした部屋を懐かしむ歌」になっている[1]。
タイトルの「C-46」は46分のカセットテープのことを意味している。
2001年に公開された映画『プラトニック・セックス』の劇中で、インストゥルメンタル曲「from silence」が使用されているが、この曲をアレンジした曲である。"NOT AT ALL" というミュージシャンの作品という設定になっていて、CHAGE and ASKAの名前は一切登場しない。
2010年にASKAがソロでセルフカバーし、アルバム『君の知らない君の歌』に収録している。ASKAのこのアルバムと連動して、漫画家の弘兼憲史がこの曲をイメージして書き下ろした『黄昏流星群　〜C-46星雲〜』が連載された（全4話。コミックス『黄昏流星群』第39集に収録）。また、2011年2月20日には、中村雅俊・高島礼子のW主演による関西テレビ・フジテレビ系スペシャルドラマ『黄昏流星群　〜C-46星雲〜』が放送された。
2. Born the trap
歌詞は、『ヤマハポピュラーソングコンテスト（通称：ポプコン）』つま恋本選会で、グランプリを取れなかった自分たちのことをテーマにしている。
アルバム未収録。
3. C-46 remix
「C-46」のクラブミックスバージョン。「C-46」をクラブ・ミュージック調にリミックスしたインストゥルメンタル。
アルバム未収録。

## 収録アルバム
- NOT AT ALL (#1)
- THE STORY of BALLAD II (#1)
- CHAGE and ASKA VERY BEST NOTHING BUT C&A (#1)

## 映像関連
- 「C-46」 - YouTube（ミュージックビデオ）
- 「C-46」 - YouTube（ASKAがセルフカバーしたバージョンのミュージックビデオ）